# Toby Gard
Toby Gard (nacido el 8 de junio de 1972) es un consultor y diseñador de personajes de videojuegos inglés. Formó parte del equipo que creó a la arqueóloga británica ficticia Lara Croft .  Lara Croft recibió un récord mundial Guinness que la reconoce como la "heroína humana de videojuegos de mayor éxito". 

## Biografía

### Década de 1990: deTomb RaideraConfounding Factor
Toby Gard nació el 8 de junio de 1972 en Chelmsford, Essex, Inglaterra. Comenzó su carrera en los videojuegos en 1994 cuando fue contratado por Core Design para trabajar en el juego BC Racers . Desde 1995 formó parte del equipo que diseñó y desarrolló el videojuego original Tomb Raider junto al personaje Lara Croft . Su trabajo en el juego incluyó la construcción y animación de la mayoría de los personajes del juego (incluida Lara), la animación de las escenas del juego, el guion gráfico de los FMV y la gestión de los diseñadores de niveles.  Core le dio a Gard control creativo sobre el juego, aunque estaba claro que querían comercializar el atractivo sexual de Lara, incluso pidiéndole a Gard que implementara un código de desnudos en el juego, lo cual él se negó a hacer.  Su visión para Lara era "un personaje femenino que fuera una heroína, ya sabes, tranquila, serena, con control, ese tipo de cosas" y que "nunca fue la intención crear algún tipo de chica ' Página 3 ' para protagonizar Tomb Raider". 
Toby Gard dejó Core Design en 1997. Dado que Tomb Raider ya era un éxito establecido, Core ya no le daba a Gard la libertad creativa que tenía originalmente. Al final, se le dio la opción de hacer un port de Tomb Raider para Nintendo 64 o trabajar en la visión de Core para Tomb Raider II . Ninguna opción le atraía, por lo que dejó la empresa. Gard había sido buscado por otras compañías de software, incluidas Interplay y Shiny Entertainment (que anunciaron prematuramente que había contratado a Gard  ), pero no aceptó sus ofertas de empleo.
En 1997, formó la empresa Confounding Factor junto con el codesarrollador Paul Douglas, que había trabajado con Gard en Tomb Raider . Galleon fue anunciado poco después. El juego tuvo un período de desarrollo prolongado y fue lanzado en 2004 para la Xbox de Microsoft.

### Década de 2000: regreso deTomb Raider
Después del cierre de Confounding Factor, Eidos (entonces editor y propietario de los derechos de autor de la serie Tomb Raider ) volvió a contratar a Gard para trabajar con Crystal Dynamics en un reinicio de la franquicia Tomb Raider, comenzando con Tomb Raider: Legend . Si bien inicialmente fue contratado como consultor creativo, su trabajo se volvió "práctico" durante la producción y finalmente incluyó el rediseño visual de Lara, la supervisión del diseño y la creación de personajes, la coescritura de la historia, el diseño y la implementación de partes del sistema de movimiento de los personajes y la dirección del cinemáticas.
El siguiente juego de la serie, Tomb Raider: Anniversary, fue una reinvención del Tomb Raider original. Fue desarrollado conjuntamente por Crystal Dynamics y Buzz Monkey Software . El papel de Gard en Anniversary se limitó a "consultor de historias", al mismo tiempo que agregaba su voz al comentario de audio incluido en el juego. 
Para Tomb Raider: Underworld, el trabajo de Gard incluyó coescribir la historia, dirigir las cinemáticas, la dirección de voz, la dirección de captura de movimiento (junto con la configuración de la cámara y la gestión de animadores y encendedores) y dirigir el anuncio de televisión europeo del juego. Gard y Eric Lindstrom recibieron una nominación a "Mejor escritura en un videojuego" por el Writers Guild of America por su trabajo en Underworld . 

### Década de 2010:Otherworld,Ninja Gaiden Zy un nuevo estudio
De 2010 a 2012 trabajó en un webcomic llamado Otherworld .  De 2012 a 2014, Gard fue el director del juego Yaiba: Ninja Gaiden Z en Spark Unlimited.
En 2014, Gard fundó un nuevo estudio llamado Tangentlemen,  donde trabajaría como director en el título de Playstation VR Here They Lie . 
Es propietario de Cathuria Games desde 2019, donde trabajó en el juego independiente Dream Cycle.